# Mario Barbon
Mario Barbon (Mestre, 6 febbraio 1916 – Mestre, 28 marzo 1976) è stato un calciatore italiano, di ruolo attaccante.

## Carriera
Cresciuto nella GIL Mogliano, passò poi al Treviso e fu ceduto alla Mestrina per il campionato di Serie C 1938-1939. L'anno successivo passò al Venezia e da qui al Vicenza, in prestito: con i berici realizzò 14 reti in 21 partite. Tornato al Venezia, venne acquistato dal Modena, squadra con cui esordì in Serie A, giocando 11 partite nell'annata 1941-1942.
Dopo aver militato nel Pisa tornò alla Mestrina con la quale vinse il campionato di Serie C 1945-1946 ottenendo la promozione in Serie B. In questa categoria, Barbon utilizzò il modulo di gioco "WM".
Barbon indossò inoltre la maglia del Treviso.